# フォト (単位)
フォト（英語：phot、記号：ph）は、CGS単位系の照度の単位である。
1フォトは、1平方センチメートルの面が1ルーメンの光束で照らされるときの照度（ルーメン毎平方センチメートル）と定義される。この定義で平方センチメートルを平方メートルに置き換えると、国際単位系の照度の単位であるルクス（lx）になる。よって、フォトとルクスの換算は「1ph=104lx」、「1lx=10-4ph」となる。
脚注
1. ↑  The International System of Units (SI)、24ページ